# Renato Ribeiro (futebolista)
Renato Eduardo de Oliveira Ribeiro (Belo Horizonte, 28 de abril de 1985) é um ex-futebolista brasileiro que atuava como meio-campista.

## Carreira

### Atlético Mineiro e Corinthians
Surgiu para o futebol no Atlético Mineiro, sendo apontado como uma das grandes promessas do futebol brasileiro. Com várias passagens pelas categorias de base da Seleção Brasileira, foi contratado em 2006 pelo Corinthians, juntamente com outro jovem do clube mineiro, Ramón.
Renato fez sua estreia pelos paulistas no dia 20 de fevereiro de 2006, contra o Mogi Mirim, na goleada do alvinegro por 5 a 1, fora de casa. No entanto, a passagem de Renato pelo clube foi apagada, já que ele ficou no banco de reservas em muitos jogos e não conseguiu se impor na equipe principal.

### Vasco da Gama
Como seu passe era vinculado à empresa MSI, acabou emprestado ao Vasco da Gama no início de 2007. Porém, amargou mais alguns meses sem desfrutar de um lugar na equipe titular.

### Maccabi Haifa
Depois dessas passagens pelo futebol brasileiro, o atleta foi buscar um melhor futuro no futebol israelense, assinando pelo Maccabi Haifa, da cidade de Haifa, onde já atuavam seus compatriotas Paulinho e Gustavo Boccoli. Próximo ao fim de 2008, Renato entrou em litígio com seu clube, deixando o país.

### Botafogo
Em 2009 foi convidado a treinar com o elenco do Botafogo, do Rio de Janeiro. Para evitar eventuais problemas junto a punições oriundas da FIFA, Renato assinou contrato com a Cabofriense para ser emprestado ao Fogão.

### Vitória
No dia 25 de fevereiro de 2010, foi anunciado como novo reforço do Vitória. Logo na sua estreia, marcou o segundo gol da goleada por 4 a 0 sobre o Corinthians Alagoano em jogo válido pela Copa do Brasil, no dia 10 de março. O Leão da Barra viria a ser finalista desta edição da Copa, mas perdeu o título para o Santos. Já Renato, que acabou relegado ao banco de reservas e foi pouco aproveitado ao longo do ano, acabou dispensado no fim do mesmo.

### Sport
Após ser dispensado pelo Vitória, foi anunciado pelo Sport poucas semanas depois, no dia 8 de janeiro de 2011. Não agradando os torcedores e tampouco a comissão técnica, foi dispensado antes mesmo do final do Campeonato Pernambucano, sob a justificativa de "deficiência técnica".

### Guarani
Pouco tempo depois, foi contratado pelo Guarani para a disputa do Série B de 2011, e fez parte também do grupo rebaixado no campeonato do ano seguinte. Ao fim do ano de 2012 e com o rebaixamento do Bugre, Renato acabou dispensado junto a outros doze jogadores.

### Paulista e São Caetano
Foi contratado pelo Paulista de Jundiaí em janeiro de 2013, visando a disputa do Campeonato Paulista. Ao final do estadual, acertou com o São Caetano para a Série B.

## Títulos
Vitória
- Campeonato Baiano: 2010
- Copa do Nordeste: 2010

### Campanhas de destaque
Seleção Brasileira
- Copa do Mundo FIFA Sub-20: 2005 (3º colocado)